# مقاطعة كلاي (فلوريدا)
مقاطعة كلاي، فلوريدا (بالإنجليزية: Clay County, Florida)‏ هي إحدى مقاطعات ولاية فلوريدا في الولايات المتحدة. ، بلغ عدد سكانها 190865 نسمة في عام 2010 حسب إحصاء مكتب تعداد الولايات المتحدة وتصل الكثافة السكانية فيها 122.58 نسمة/كم2.

## وصلات خارجية
- http://www.claycountygov.com/